# کوتونپورت (لوئیزیانا)
کوتونپورت (به انگلیسی: Cottonport) شهری در ایالت لوئیزیانا کشور ایالات متحده آمریکا است که جمعیت آن در سرشماری سال ۲۰۱۰ میلادی، ۲٬۰۰۶ نفر بوده‌است.